# Lipsk Żarski (przystanek kolejowy)
Lipsk Żarski – zamknięty w 1992 roku przystanek osobowy w Lipsku Żarskim na linii kolejowej nr 282 Miłkowice – Jasień, w województwie lubuskim.